# Laurence Farreng
Laurence Farreng (nascida em 6 de setembro de 1966 em Nîmes) é um política francesa do Movimento Democrático (MoDem) que é deputada ao Parlamento Europeu desde maio de 2019, tendo sido eleito na lista Renovar Europa. Ela também é Conselheira de Pau e Conselheira da Comunidade da aglomeração Pau Béarn Pyrénées.

## Membro do Parlamento Europeu
Em 2019, Farreng foi eleita Membro do Parlamento Europeu, na 15ª posição na lista Renovar a Europa.
No parlamento, Farreng é actualmente coordenadora do seu grupo político (Renovar a Europa) na Comissão da Cultura, Educação, Juventude e Desporto, da qual é membro titular. É também membro suplente da Comissão de Desenvolvimento Regional.
Ela é responsável pelo seu grupo político para as negociações do programa Erasmus + 2021-2027. Em 2020, no âmbito do European Green Deal, ela foi autora de um relatório sobre medidas eficazes para tornar os programas europeus de educação e cultura mais ecológicos.
Para além das suas atribuições, Farreng é membro da delegação do Parlamento Europeu para as relações com a Índia e membro suplente da delegação para as relações com a Península Coreana. É também membro do grupo Membros do Parlamento Europeu Contra o Cancro e do European Internet Forum.